# Veldwarkruid
Veldwarkruid (Cuscuta campestris) is een eenjarige parasitaire plant die behoort tot de windefamilie (Convolvulaceae).

## Determinatie
De plant wordt 10–50 cm hoog. De geel- tot groenachtig witte bloemen bloeien van juli tot in de herfst. De vrucht is een doosvrucht.

## Ecologie
Veldwarkruid komt voor op akkers en parasiteert vaak op planten van de vlinderbloemenfamilie.

## Verspreiding
De soort komt oorspronkelijk uit Noord-Amerika en is inmiddels verspreid over andere delen van de wereld, waaronder Europa en Australië. In Nederland is de plant zeer zeldzaam maar toenemend.

## Fotogalerij

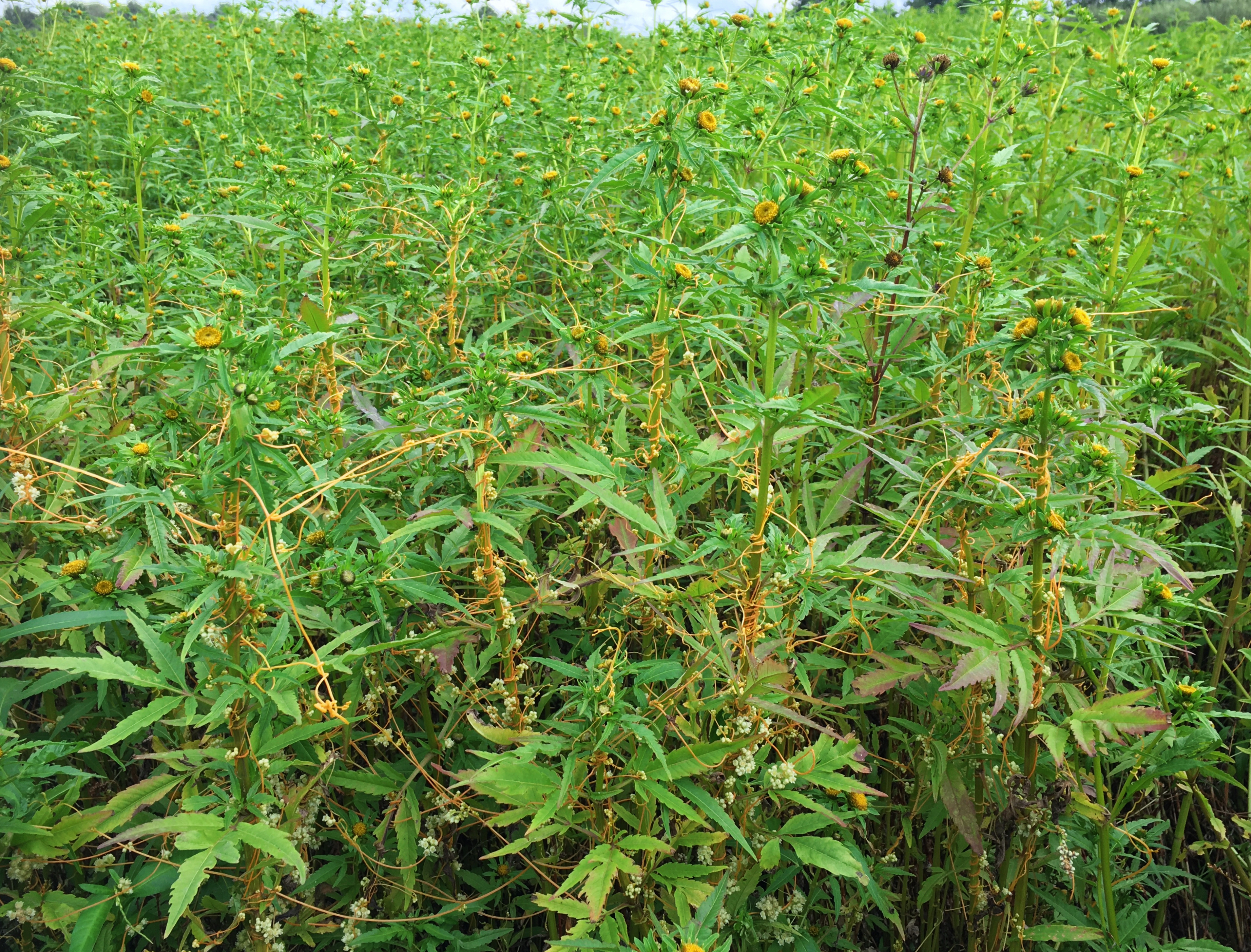
Veldwarkruid in een pionierruigte van het tandzaad-verbond